# Eva Bes
| Posities op de WTA-ranglijst Positie per einde seizoen: \| jaar \| rang enkelspel \| rang dubbelspel \| \| ---- \| -------------- \| --------------- \| \| 1989 \| 517 \| – \| \| 1990 \| 302 \| 201 \| \| 1991 \| 203 \| 154 \| \| 1992 \| 187 \| 173 \| \| 1993 \| 367 \| 242 \| \| 1994 \| 524 \| 265 \| \| 1995 \| 268 \| 165 \| \| 1996 \| 284 \| 247 \| \| 1997 \| 173 \| 201 \| \| 1998 \| 170 \| 127 \| \| 1999 \| 152 \| 91 \| \| 2000 \| 164 \| 80 \| \| 2001 \| 99 \| 97 \| \| 2002 \| 164 \| 85 \| |                |                 |
| jaar | rang enkelspel | rang dubbelspel |
| 1989 | 517            | –               |
| 1990 | 302            | 201             |
| 1991 | 203            | 154             |
| 1992 | 187            | 173             |
| 1993 | 367            | 242             |
| 1994 | 524            | 265             |
| 1995 | 268            | 165             |
| 1996 | 284            | 247             |
| 1997 | 173            | 201             |
| 1998 | 170            | 127             |
| 1999 | 152            | 91              |
| 2000 | 164            | 80              |
| 2001 | 99             | 97              |
| 2002 | 164            | 85              |

Dit is een Spaanse naam; Bes is de vadernaam en Ostáriz is de moedernaam.
Eva Bes Ostáriz (Zaragoza, 14 januari 1973) is een voormalig tennisspeelster uit Spanje. Bes begon met tennis toen zij negen jaar oud was. Haar favoriete ondergrond is gravel. Zij speelt rechtshandig en heeft een tweehandige backhand. Zij was actief in het internationale tennis van 1989 tot en met 2003.

## Loopbaan

### Jeugd
Bij de junioren werd Bes dubbelspelkampioen op Roland Garros 1991, met de Argentijnse Inés Gorrochategui aan haar zijde.

### Enkelspel
Bes debuteerde in 1988 op het ITF-toernooi van Ponta Delgada (Azoren, Portugal) – zij bereikte daar meteen de halve finale. Zij stond in 1990 voor het eerst in een finale, op het ITF-toernooi van Mollerussa (Spanje) – zij verloor van de Spaanse Ninoska Souto. In 1992 veroverde Bes haar eerste titel, op het ITF-toernooi van La Vall d'Hebron (Spanje), door de Nederlandse Claire Wegink te verslaan. In totaal won zij zes ITF-titels, de laatste in 2001 in Gorizia (Italië).
In 1992 speelde Bes voor het eerst op een WTA-hoofdtoernooi, op het toernooi van Barcelona. In 1998 had zij haar grandslamdebuut op Roland Garros. Haar beste resultaat op de WTA-toernooien is het bereiken van de halve finale op het WTA-toernooi van Antwerpen 2001 waar zij als kwalificante aan het hoofdtoernooi meedeed.
Haar beste resultaat op de grandslamtoernooien is het bereiken van de derde ronde, op Roland Garros 2002. Haar hoogste notering op de WTA-ranglijst is de 90e plaats, die zij bereikte in maart 2002.

### Dubbelspel
Bes behaalde in het dubbelspel betere resultaten dan in het enkelspel. Zij debuteerde in 1988 op het ITF-toernooi van Ponta Delgada (Azoren, Portugal), samen met landgenote Neus Ávila. Zij stond in 1989 voor het eerst in een finale, op het ITF-toernooi van Pamplona (Spanje), samen met landgenote Virginia Ruano Pascual – zij verloren van het duo Cláudia Chabalgoity en Ana Segura. In 1990 veroverde Bes haar eerste titel, op het ITF-toernooi van Cascais (Portugal), samen met landgenote Virginia Ruano Pascual, door het Nederlandse duo Simone Schilder en Caroline Vis te verslaan. In totaal won zij 29 ITF-titels, de laatste in 2002 in Biella (Italië).
In 1991 speelde Bes voor het eerst op een WTA-hoofdtoernooi, op het toernooi van Barcelona, samen met landgenote Virginia Ruano Pascual. Zij stond in 1999 voor het eerst in een WTA-finale, op het toernooi van Tasjkent, samen met landgenote Gisela Riera – zij verloren van het koppel Jevgenia Koelikovskaja en Patricia Wartusch. In 2002 bereikte zij met landgenote María José Martínez Sánchez nog een WTA-finale, in Helsinki.
Haar beste resultaat op de grandslamtoernooien is het bereiken van de tweede ronde. Haar hoogste notering op de WTA-ranglijst is de 71e plaats, die zij bereikte in mei 2000.

## Palmares
| Legenda                |
| ---------------------- |
| Grandslamtoernooi      |
| Olympische Spelen      |
| Year-End Championships |
| Tier I                 |
| Tier II                |
| Tier III               |
| Tier IV & V            |

### WTA-finaleplaatsen enkelspel
geen

### WTA-finaleplaatsen vrouwendubbelspel
| nr.              | finale     | toernooi     | ondergrond | partner                     | tegenstandsters                              | score         |         |
| ---------------- | ---------- | ------------ | ---------- | --------------------------- | -------------------------------------------- | ------------- | ------- |
| gewonnen finales |            |              |            |                             |                                              |               |         |
| geen             |            |              |            |                             |                                              |               |         |
| verloren finales |            |              |            |                             |                                              |               |         |
| 1.               | 1999-06-13 | WTA Tasjkent | hardcourt  | Gisela Riera                | Jevgenia Koelikovskaja Patricia Wartusch     | 6-7, 0-6      | details |
| 2.               | 2002-08-11 | WTA Helsinki | gravel     | María José Martínez Sánchez | Svetlana Koeznetsova Arantxa Sánchez Vicario | 3-6, 7-6, 3-6 | details |

### Gewonnen ITF-toernooien enkelspel
| nr. | finale     | toernooi         | dotatie | ondergrond | tegenstandster in finale | score         |
| --- | ---------- | ---------------- | ------- | ---------- | ------------------------ | ------------- |
| 1.  | 1992-02-23 | La Vall d'Hebron | $25.000 | gravel     | Claire Wegink            | 7-6, 6-4      |
| 2.  | 1996-11-24 | Mallorca         | $10.000 | gravel     | Laura Pena               | 6-3, 7-5      |
| 3.  | 1997-06-29 | Velp             | $10.000 | gravel     | Jolanda Mens             | 6-4, 6-7, 7-5 |
| 4.  | 1997-07-06 | Hoorn            | $10.000 | gravel     | Yvette Basting           | 6-2, 6-3      |
| 5.  | 2000-07-23 | Fontanafredda    | $25.000 | gravel     | Gloria Pizzichini        | 6-4, 6-1      |
| 6.  | 2001-06-24 | Gorizia          | $25.000 | gravel     | Raluca Sandu             | 6-0, 1-6, 6-3 |

## Resultaten grandslamtoernooien
| Legenda | Legenda                          |
| ------- | -------------------------------- |
| g.t.    | geen toernooi gehouden           |
| l.c.    | lagere categorie                 |
| –       | niet deelgenomen                 |
| G       | uitgeschakeld in de groepsfase   |
| 1R      | uitgeschakeld in de eerste ronde |
| 2R      | uitgeschakeld in de tweede ronde |
| 3R      | uitgeschakeld in de derde ronde  |
| 4R      | uitgeschakeld in de vierde ronde |
| KF      | uitgeschakeld in de kwartfinale  |
| HF      | uitgeschakeld in de halve finale |
| F       | de finale verloren               |
| W       | het toernooi gewonnen            |
| w-v     | winst/verlies-balans             |

### Enkelspel
| toernooi        | 1998 |    | 2001 | 2002 |
| --------------- | ---- | -- | ---- | ---- |
| Australian Open | –    | –  | 1R   |      |
| Roland Garros   | 1R   | 2R | 3R   |      |
| Wimbledon       | –    | –  | 1R   |      |
| US Open         | –    | 2R | –    |      |

### Vrouwendubbelspel
| toernooi        | 1999 | 2000 | 2001 | 2002 |
| --------------- | ---- | ---- | ---- | ---- |
| Australian Open | 1R   | 1R   | 1R   | 1R   |
| Roland Garros   | 1R   | 2R   | 2R   | 2R   |
| Wimbledon       | 1R   | 1R   | 2R   | 1R   |
| US Open         | 1R   | 1R   | 1R   | 1R   |